# St. Pirminius (Pfungen)

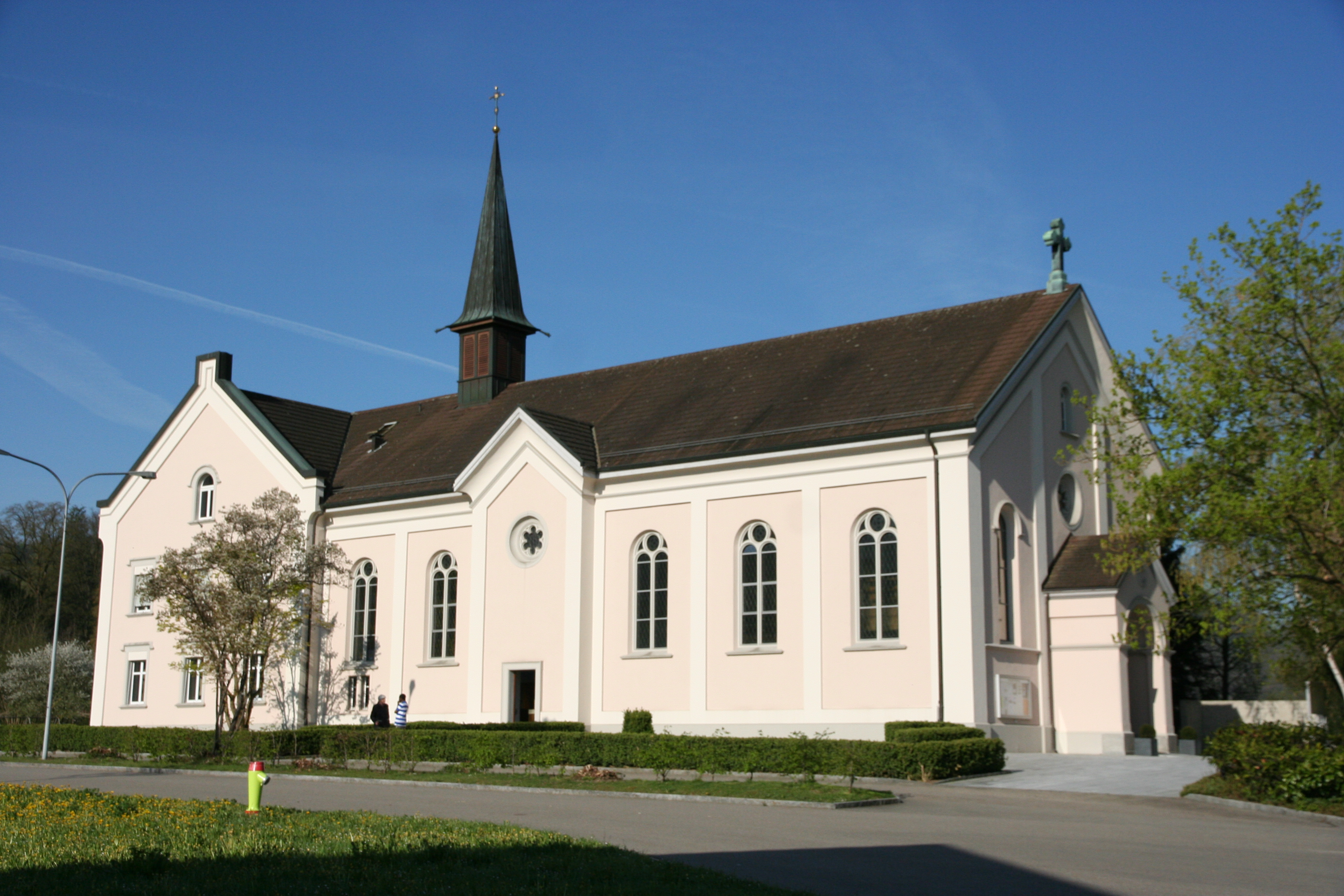
Kirche St. Pirminius Pfungen

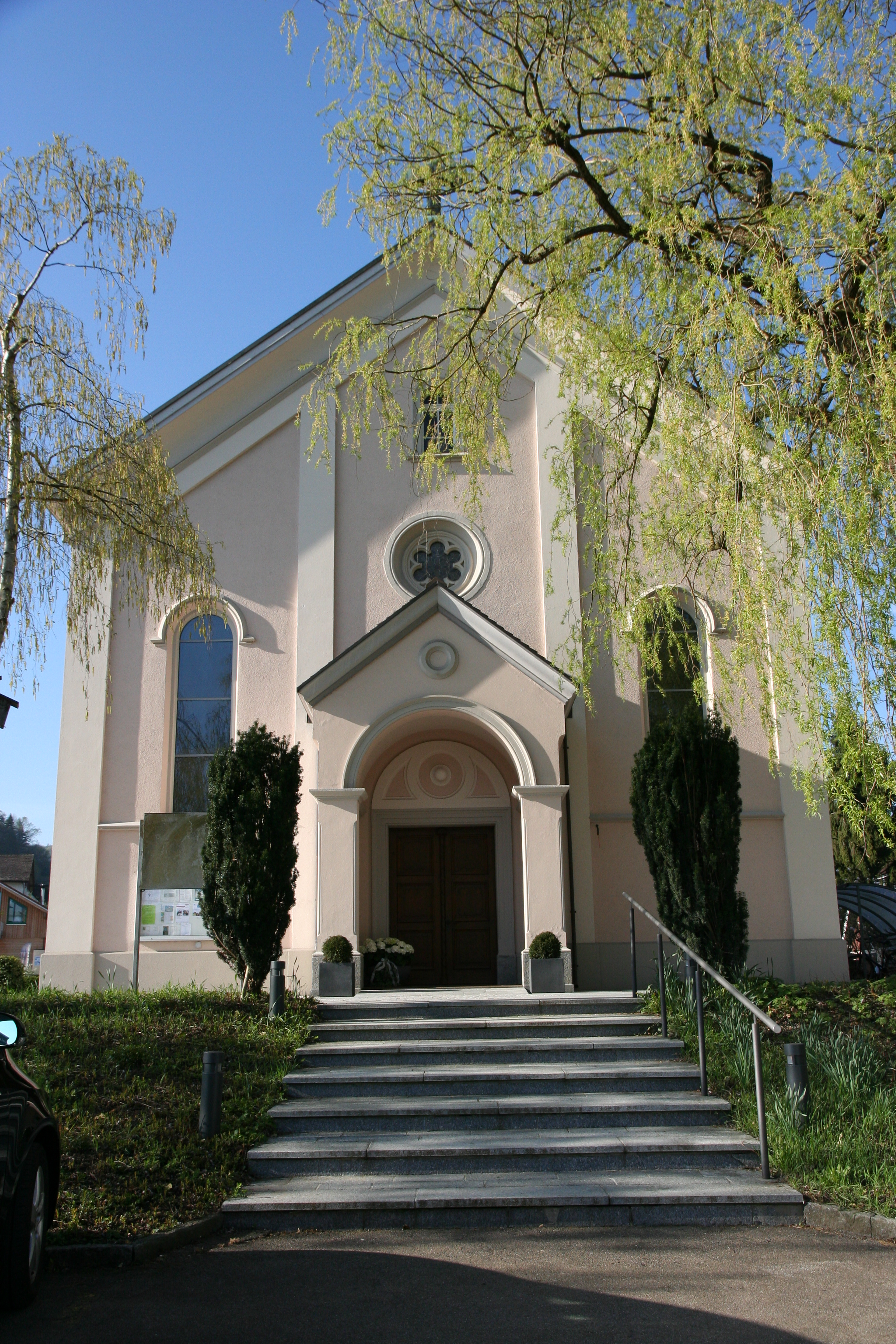
Ansicht von Nordwest

Die Kirche St. Pirminius ist die römisch-katholische Pfarrkirche von Pfungen im Bezirk Winterthur. Die dazugehörige Kirchgemeinde ist zuständig für die Orte Pfungen, Neftenbach, Berg am Irchel, Buch am Irchel, Dättlikon, Dorf, Flaach, Henggart und Volken. Die Kirche St. Pirminius ist ein seltenes architektonisches Zeugnis eines Ende des 19. Jahrhunderts im Kanton Zürich bei römisch-katholischen Kirchen verbreiteten Bautypus: eine einschiffige Kirche mit angebautem, um 90 Grad gedrehtem Pfarrhaus. Dieser Bautypus ist heute nur noch ein zweites Mal im Kanton Zürich zu finden, nämlich bei der Kirche St. Antonius in Kollbrunn. Die Kirche St. Pirminius wird von der kantonalen Denkmalpflege als Schutzobjekt von überkommunaler Bedeutung eingestuft.

## Geschichte

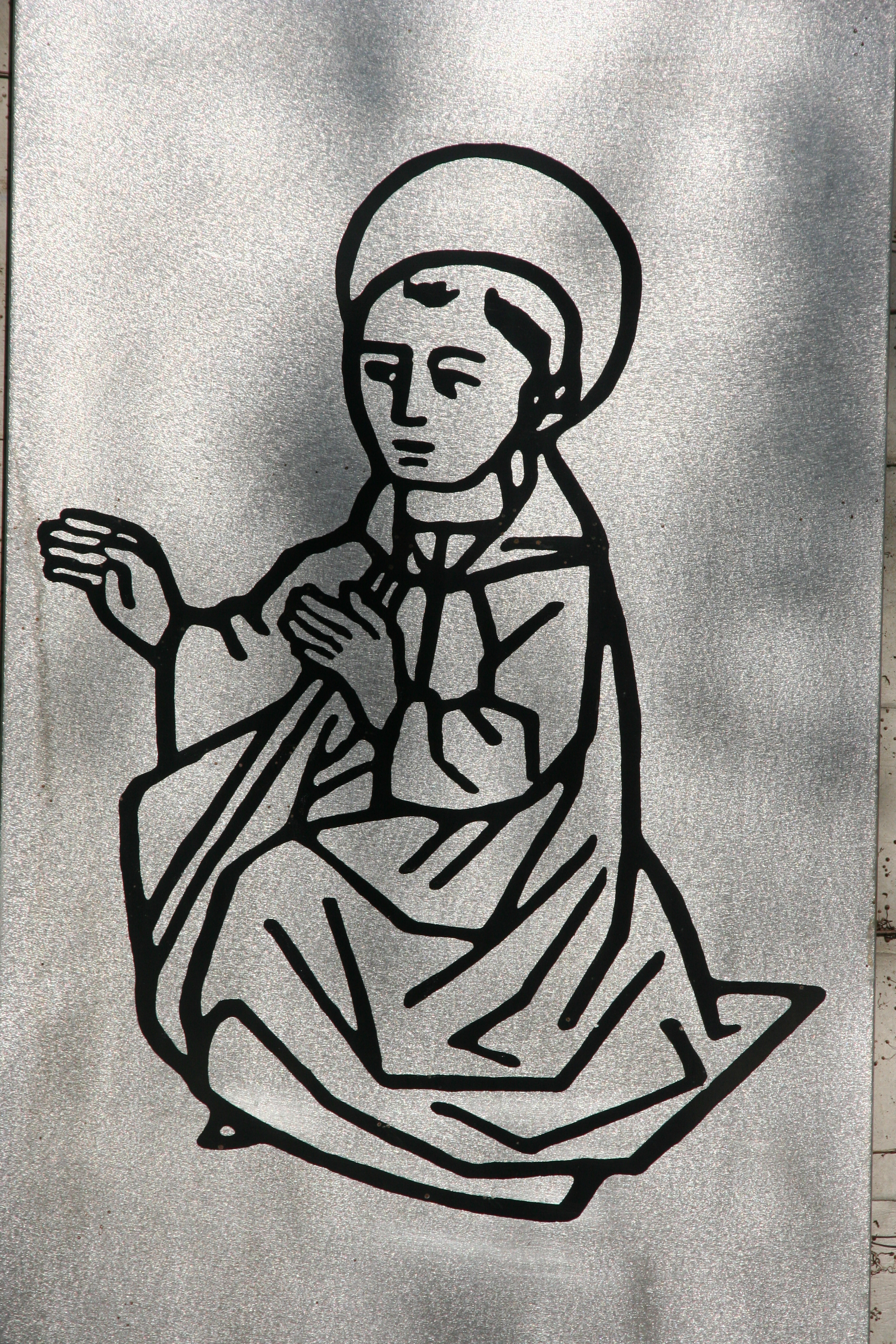
Darstellung des hl. Pirminius vor der Kirche

### Der hl. Pirminius und Pfungen
Benannt wurde die heutige katholische Kirche von Pfungen nach dem hl. Pirminius, der als irischer Missionar im 8. Jahrhundert nach der Vertreibung der Christen in Spanien durch die Mauren über das Gebiet des heutigen Frankreich in die Ostschweiz gekommen war. Gemäss Reichenauer Tradition hatte sich der hl. Pirminius in den Jahren 723–724 auf seiner Wanderung in der Gegend von Pfungen beim Pirminsbrünnlein, welches sich beim Steinernen Steg über die Töss befindet, niedergelassen und eine Zelle erbaut. Anschliessend zog der hl. Pirminius auf die Insel Reichenau, auf der er das Kloster im Jahr 724 gegründet haben soll. In der Nähe von Winterthur befindet sich ein weiterer Brunnen, der nach dem hl. Pirminius benannt ist, nämlich der St. Pirminiusbrunnen am Chomberg drei Kilometer südwestlich von Winterthur.
In Verbundenheit mit dem hl. Pirminius schenkten die Herren von Wart in der Folgezeit das Gebiet um Pfungen dem Kloster Reichenau. Schon vor dem Jahr 1000 stand in Pfungen eine kleine Kirche, die dem hl. Pirminius geweiht war. Nach der Reformation im Jahr 1523 wurde im 17. Jahrhundert an Stelle dieser Kirche die heutige reformierte Kirche von Pfungen errichtet.

### Entstehungs- und Baugeschichte
Im Jahr 1850 zogen die ersten sechs Katholiken seit der Reformation nach Pfungen. Mit der Industrialisierung nahm in den folgenden Jahrzehnten die Zahl der katholischen Gastarbeiter aus der Ost- und der Zentralschweiz, aber auch aus dem katholischen Ausland kontinuierlich zu. Das Toleranzedikt des Zürcher Regierungsrats vom 10. September 1807 hatte erstmals wieder eine katholische Gemeinde in Zürich erlaubt. Das sog. Erste zürcherische Kirchengesetz im Jahr 1863 anerkannte schliesslich die katholischen Kirchgemeinden neben Zürich auch in Winterthur, Dietikon und Rheinau (die letzten beiden waren traditionell katholisch geprägte Orte). Auf Grundlage des Vereinsrechts konnten daraufhin im ganzen Kanton katholische Niederlassungen gegründet werden. Mit Hilfe von Fördervereinigungen wie dem Piusverein (gegründet 1857) und der Katholischen Gesellschaft für inländische Mission (gegründet 1863) entstanden in den 1860er Jahren in kurzer Folge weitere Seelsorgestationen und spätere Pfarreien im Kanton Zürich, darunter auch Bülach im Jahr 1882, von wo aus auch die Katholiken in Pfungen seelsorgerisch betreut wurden. Aus der Pfarrei Bülach gingen im 20. Jahrhundert vier Tochterpfarreien hervor, wovon Pfungen die erste war. Die späteren von Bülach aus gegründeten Pfarreien sind St. Petrus Embrachertal (Kirchbau 1924, Pfarreigründung 1974), St. Christophorus (Niederhasli) (Kirchbau 1925, Pfarreigründung 1954 bzw. 1995) mit St. Paulus (Dielsdorf) (Kirchbau 1960–1962) und die Pfarrei Glattfelden – Eglisau – Rafz mit den Kirchen St. Josef (Glattfelden) (Pfarreigründung 1967, Kirchbau 1950), St. Judas Thaddäus (Eglisau) (Kirchbau 1949) und der Auferstehungskirche St. Maria Magdalena (Rafz) (Kirchbau 1993).
Im Jahr 1895 wurde in Pfungen eine Seelsorgestation errichtet und am 8. November 1896 der erste katholische Gottesdienst in Pfungen seit der Reformation gefeiert. Die katholischen Gottesdienste fanden bis zum Bau der Kirche St. Pirminius zunächst in einem Saal in der Decken- und Tuchfabrik Pfungen, später in der Wirtschaft Sternen statt. Der 1896 gegründete Männerverein war die treibende Kraft in Pfungen, die die rasche Entwicklung der Seelsorgestation zu einer eigenständigen Pfarrei vorantrieb. Für den Bau der Kirche wurde 1899 ein Sammelverein gegründet. So konnte bereits in den Jahren 1900–1901, also ein Jahr vor dem Bau der heutigen Dreifaltigkeitskirche in Bülach, die heutige Kirche St. Josef und St. Pirminius errichtet werden. Gebaut wurde sie mit knappen Geldmitteln durch Baumeister Caspar Wachter-Germann aus Winterthur nach Plänen des damals bekannten Kirchenbauarchitekten Johann Meyer aus Luzern (1820–1902). An Pfingsten fand die erste heilige Messe in der Kirche statt. Im Jahr 1901 wurde Pfungen Pfarr-Vikariat und war auch für die Katholiken in den Gemeinden Neftenbach und Dättlikon zuständig. Im Jahr 1902 wurde St. Pirminius vom Bischof von Chur zu einer selbständigen Pfarrei erhoben und von der Pfarrei Bülach abgetrennt. Zu diesem Zeitpunkt kamen zur Pfarrei auch die Orte Berg am Irchel, Buch am Irchel, Dorf, Flaach, Henggart und Volken hinzu. Am 25. August 1907 wurde die Kirche vom Bischof von Chur, Johannes Fidelis Battaglia, eingeweiht, wobei er der Kirche zwei Namenspatrone gab: den hl. Josef, den Patron der Arbeiter, und den hl. Pirminius, der zwei Jahre in der Gegend von Pfungen gewohnt haben soll.
Die Pfarrei St. Pirminius ist mit ihren 2'869 Mitgliedern (Stand 2021) eine der kleineren katholischen Kirchgemeinden des Kantons Zürich.

## Baubeschreibung

### Kirchturm und Äusseres
Das Äussere der schlichten neugotischen Kirche St. Pirminius hat sich seit ihrer Errichtung nur wenig verändert. Nach dem Vorbild der katholischen Kirchen von Kollbrunn und des ersten katholischen Kirchbaus in Langnau am Albis handelt es sich um einen Gemeinschaftsbau von Kirche und Pfarrhaus. Die Kirche besteht aus einem Längsbau, auf dem ein Dachreiter eine Glocke beherbergt. Angebaut an den Chor der Kirche, steht das Pfarrhaus, dessen Giebel sich an denjenigen der Kirche nicht anschliesst, sondern um 90 Grad gedreht ist. Im Dachreiter der Kirche befand sich bis ins Jahr 1903 eine Glocke aus dem 16. Jahrhundert, die danach durch eine neuere ersetzt wurde. 1947 erhielt der Dachreiter seine heutige Glocke, die auf das Geläut der reformierten Kirche abgestimmt ist. Diese Glocke wurde von H. Rüetschi, Aarau, gegossen und erklingt auf den Ton d''.

### Innenraum und künstlerische Ausstattung

#### Ausstattung bis 1961

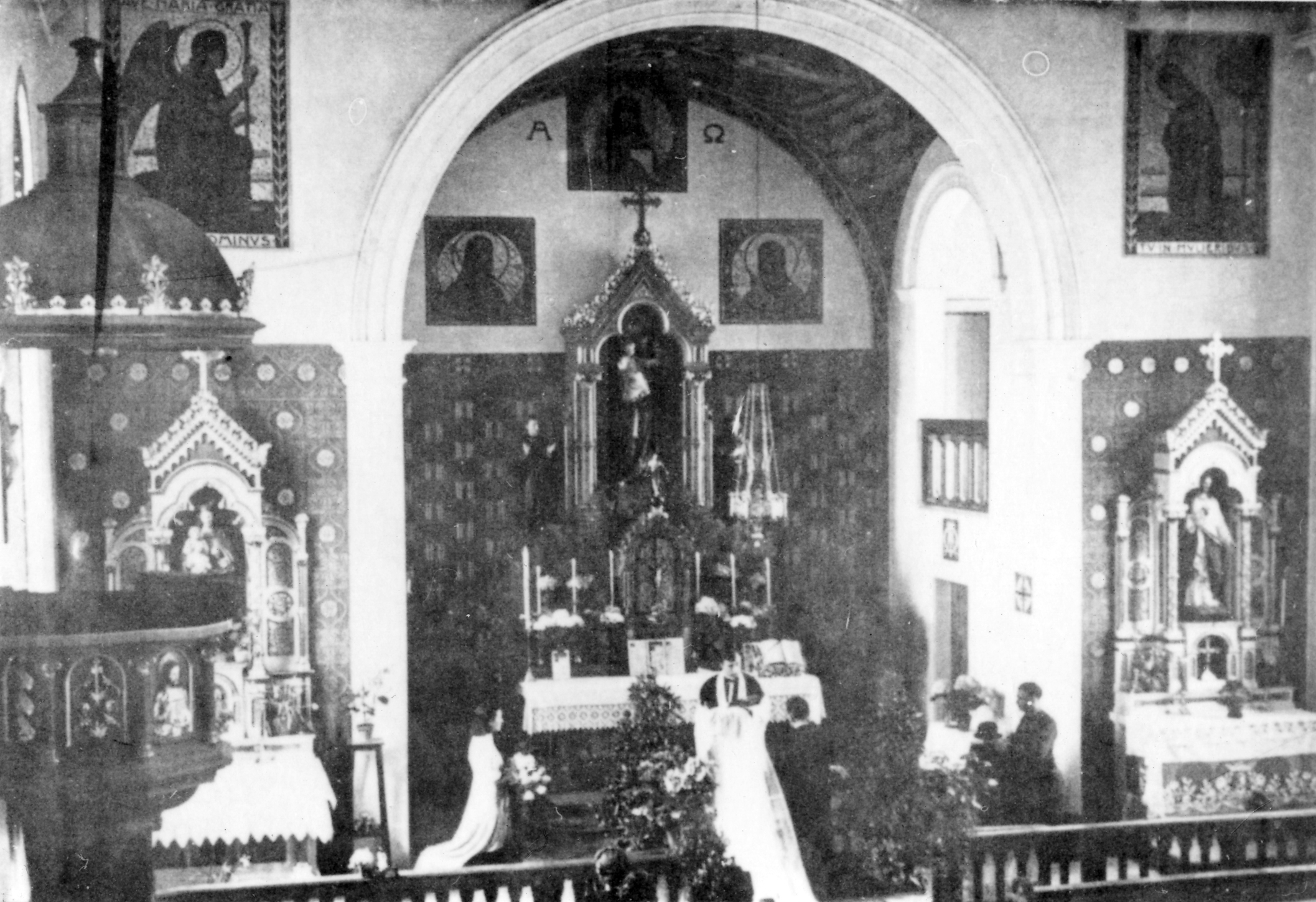
Altarraum zwischen 1907 und 1961

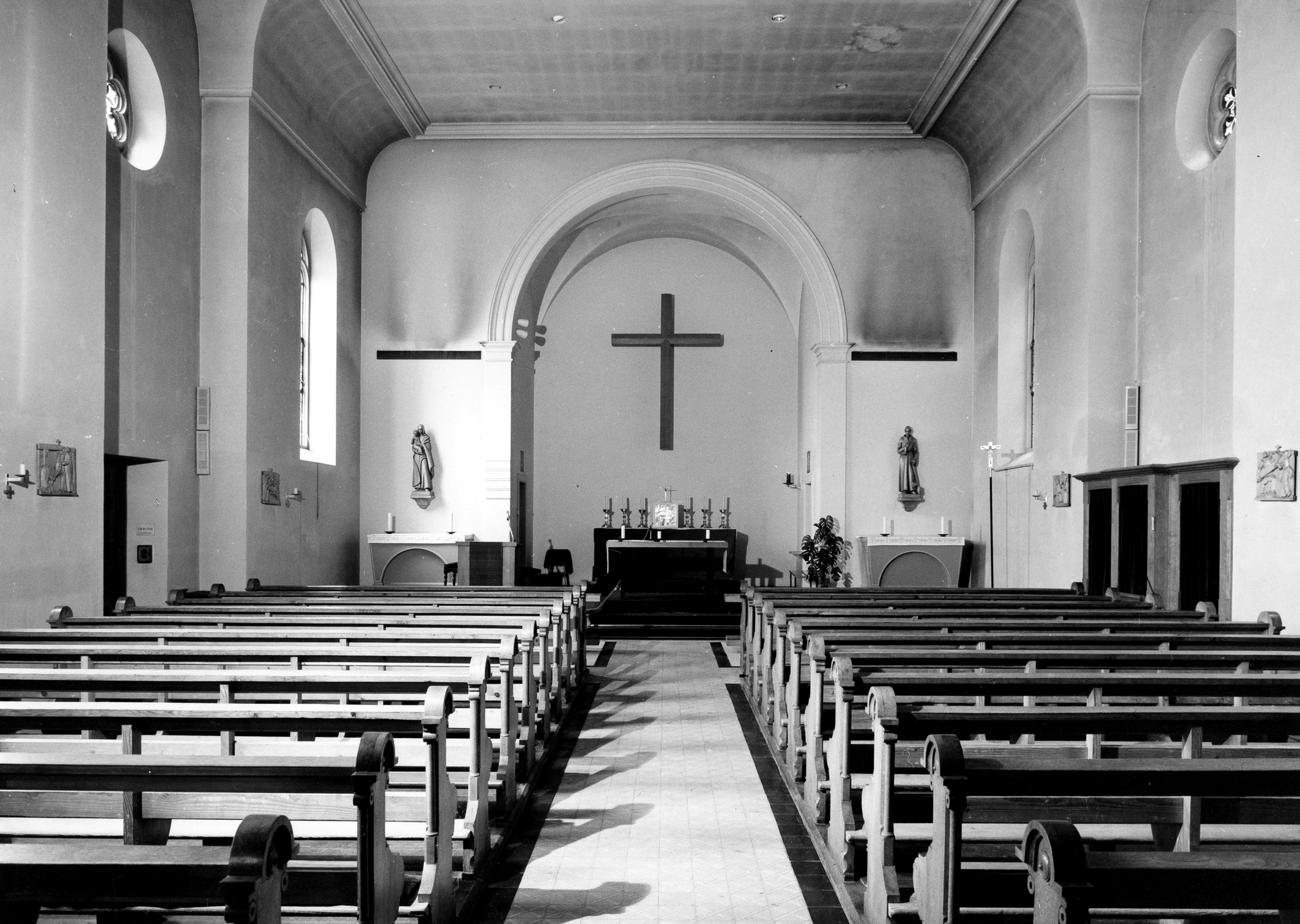
Ausstattung 1962–1977

Als am Pfingstsonntag 1901 die erste heilige Messe in der neu erbauten Kirche gefeiert wurde, befanden sich im Gotteshaus weder Hochaltar noch Orgel. In den folgenden Jahren wurde die Innenausstattung der Kirche bis zur Weihe im Jahr 1907 sukzessive angeschafft: für den Chor des Gotteshauses ein Hochaltar, links und rechts neben dem Chor je ein Seitenaltar. Zur weiteren Erstausstattung der Kirche bis zu ihrer Weihe im Jahr 1907 gehörten die Kommunionbank, der Beichtstuhl und die Kanzel. Später erfolgte die Ausmalung der Kirche im Altarraum sowie weiterer Bilderschmuck. Die Buntglasfenster stammen von der Glasmalerei Danner & Renggli, welche von Eduard Renggli (1863–1921) und Johann Danner gegründet wurde. Im Jahr 1909 erhielt die Kirche elektrisches Licht.

#### Nachvatikanische Umgestaltungen
Die ursprüngliche Gestaltung der Kirche wurde in den Jahren 1961/62 anlässlich einer Renovation der Kirche unter Architekt Otto von Rotz aus Cham reduziert. Hierbei wurden auch die beiden Emporen links und rechts vom Chor mittels vergipster Platten abgedeckt. Nach der Liturgiereform wurde in den Chor der Kirche ein schlichter erster Volksaltar gestellt. Im Jahr 1977/78 erfolgte durch Architekt Alfred Noser ein grösserer Umbau der Kirche, wobei die Vorgaben des Zweiten Vatikanischen Konzils mit neu geschaffenem liturgischem Mobiliar vom Bildhauer Werner Ignaz Jans umgesetzt wurden. Beim Umbau von 1977/78 wurden die ursprünglichen Kirchenbänke bequemer gemacht, indem die Wangen korrigiert wurden. Im Jahr 1978 wurde der neue Altar vom Abt Viktor Schönbächler des Klosters Disentis geweiht. Bei einer erneuten Renovation im Jahr 1997 unter Architekt Walter Hollenstein wurden während einer Aussenrenovation die Fenster neu gefasst, und die Kirche erhielt im Jahr 1998 eine neue Farbgebung im Innern.

Altarraum 1978–2014

#### Künstlerische Gestaltung 1978–2014
Um der Kirche Wärme und Geborgenheit zu geben, verwendete Werner Ignaz Jans Holz, das er mit der blossen Axt bearbeitete. Das Holz für den Tabernakel und für die Madonna stammte aus dem Pfarreigebiet (Neftenbacher Hueb), das übrige Holz aus dem nahe gelegenen Andelfingen. Der Altar bestand aus vier Stämmen und erinnerte dabei an die vier Evangelisten, aber auch an die vier Himmelsrichtungen. Die vier Stämme berührten sich und klafften auf; dadurch waren sie Sinnbild für die Erde, auf der geopfert wurde und immer noch wird. Die Apostelkreuze liefen wie Vogeltritte vertrauensvoll über den Altar, und einer griff zweifelnd in die Wunde; dies erinnerte an den zweifelnden Apostel Thomas, der nur glauben wollte, wenn er die Wunden Christi berühren könne. Am Vortragskreuz fehlte der Corpus Christi, wurde aber in den Formen des Holzes im Kreuz angedeutet. Der Tabernakel bestand aus einem Baumstamm, der ausgehöhlt wurde, damit er Raum bot für das Ziborium. Auch die Madonna bestand aus roh behauenem Holz und stand auf dem Boden der Kirche als Zeichen dafür, dass die Muttergottes nicht entrückt sei, sondern den Menschen nahestehe. Die Gesichter von Maria und vom Jesuskind hatten keine vom Künstler vorgegebene Gestalt, sondern erhielten ihre Antlitze durch das wechselnde Tageslicht. Ursprünglich an den Seitenwänden der Kirche, später in der hinteren Ecke befanden sich die vierzehn Bronzetafeln des Kreuzweges, ebenfalls vom Bildhauer Werner Ignaz Jans geschaffen.
Der Wandteppich im Chor der Kirche stammte vom Künstler Ernst Egli (1912–1999). Er thematisierte das Jesuswort von den Vögeln des Himmels und den Lilien des Feldes. Balkenförmige Sonnenstrahlen und ein dezent geschaffenes Kreuz ergänzten die Motive des Wandteppichs, die in warmen Farben gehalten waren und mit den Werken von Werner Ignaz Jans korrespondierten. Die gemalten Fensterlaibungen wurden ebenfalls von Ernst Egli geschaffen. Sie greifen sowohl die Farben der Fenster als auch des Wandteppichs auf. Seit 1987 befindet sich eine spätgotische Madonna mit Kind in der Nische neben dem Haupteingang der Kirche. Sie stammt aus dem Bodenseeraum und wird auf die erste Hälfte des 16. Jahrhunderts datiert.

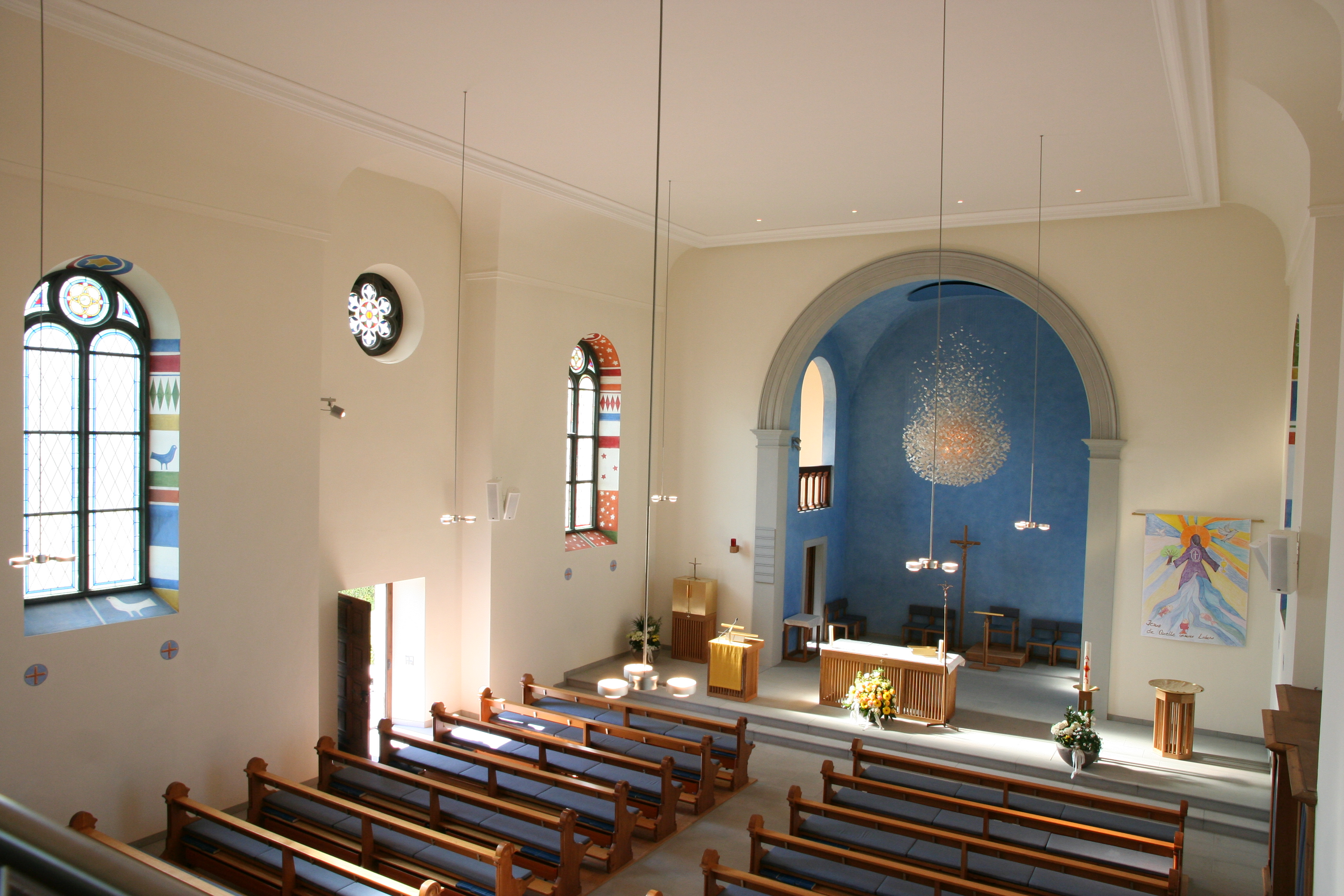
Heutige Gestaltung von Frédéric Dedelley

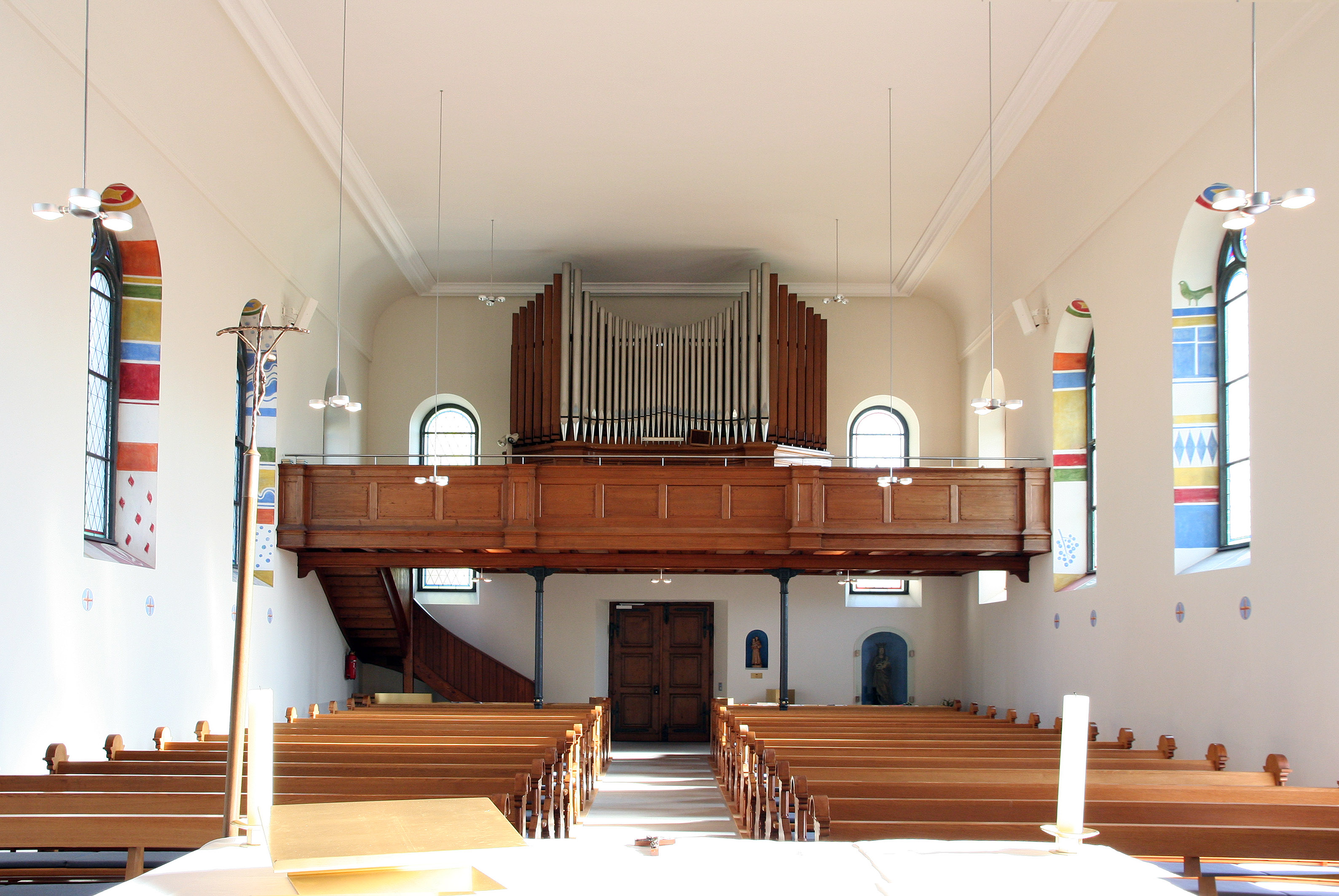
Blick zur Orgelempore

#### Heutige künstlerische Gestaltung
Bei der Renovation der Kirche in den Jahren 2014–2015 wurde die künstlerische Ausstattung von 1978 durch ein neues Konzept ersetzt. Einzig die Malereien von Ernst Egli in den Fensterlaibungen blieben erhalten und wurden aufgefrischt. Der Zürcher Künstler Frédéric Dedelley gestaltete mit klarer Formgebung den modernen Volksaltar, den Ambo, den Tabernakel, den Taufstein mit Osterkerzenleuchter sowie die Weihwassergefässe und das Ewige Licht, sodass der Kirchenraum eine optische Ruhe erhielt. Die Aufsätze sind aus poliertem Messing gefertigt. Durch die Verwendung von Eichenholz, aus dem auch die bereits bestehenden Kirchenbänke sind, fügen sich die neuen Elemente in die erhaltene Innenraumgestaltung ein. Die Form von Altar, Tabernakel und Ambo beruht auf dem Rechteck, wodurch Dedelley einen Bezug zu den Fensterlaibungen von Egli schafft. Das markanteste Element der neuen Ausstattung ist das von Madleina Lys gestaltete Lichtobjekt im Chorraum. Es besteht aus tausenden von Porzellanplättchen, die an Nylonfäden angebracht sind und wie eine sich nach unten verdichtende Wolke über dem Altar schweben. Für Frédéric Dedelley verkörpert «dieses Lichtobjekt in einer zeitgemässen Form den Heiligen Geist und das Auge Gottes, die still, aufmerksam und strahlend über uns schweben». Das Kruzifix vor der Chorwand ist schon länger im Besitz der Pfarrei und wurde bisher in der Karfreitagsliturgie verwendet. Aufgearbeitet und mit einem neuen Fuss versehen, gibt es der Gestaltung ihr christliches Gepräge. Am 19. April weihte der Bischof von Chur, Vitus Huonder, die neu gestaltete Kirche ein.

## Orgel

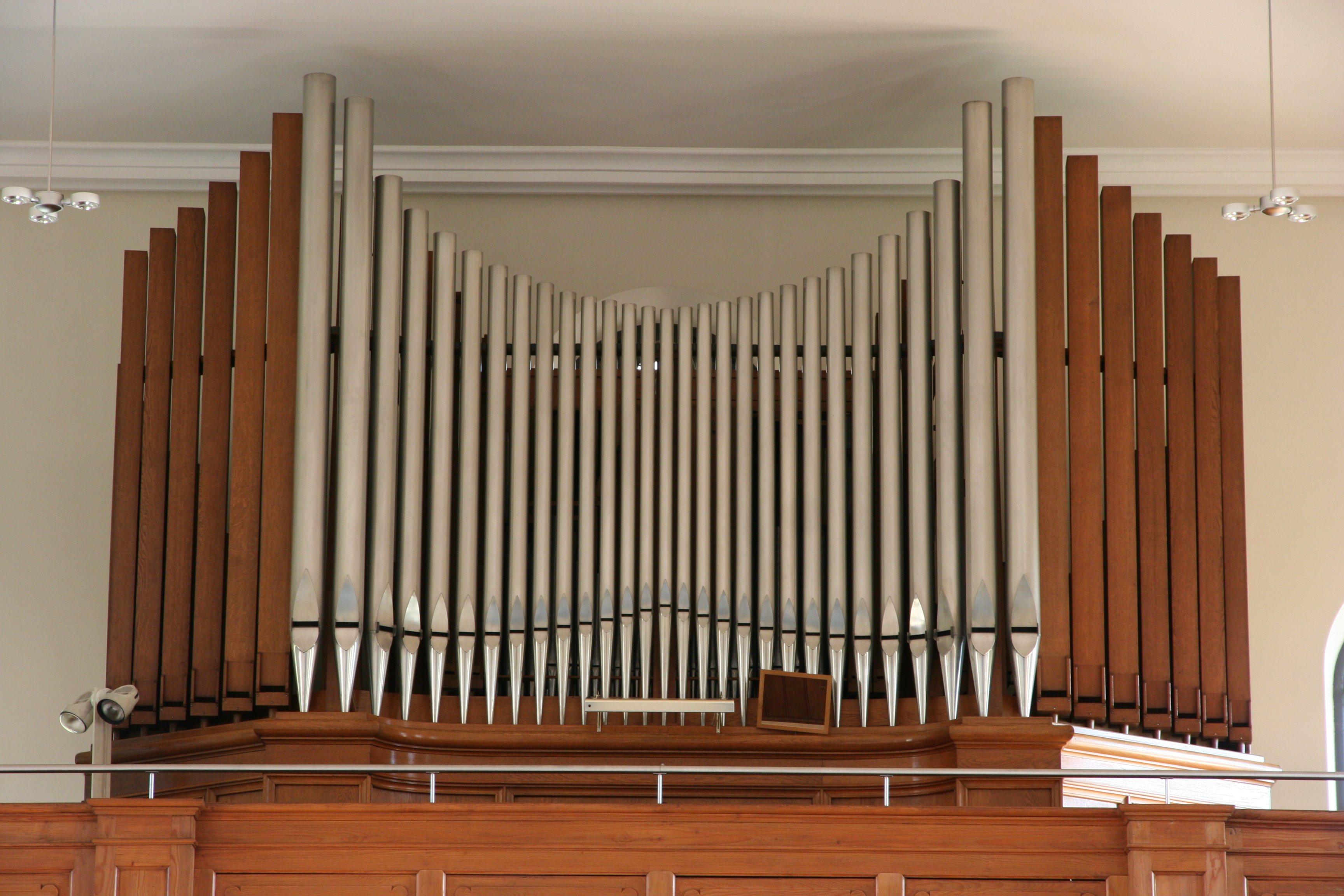
Die Kuhn-Orgel von 1948

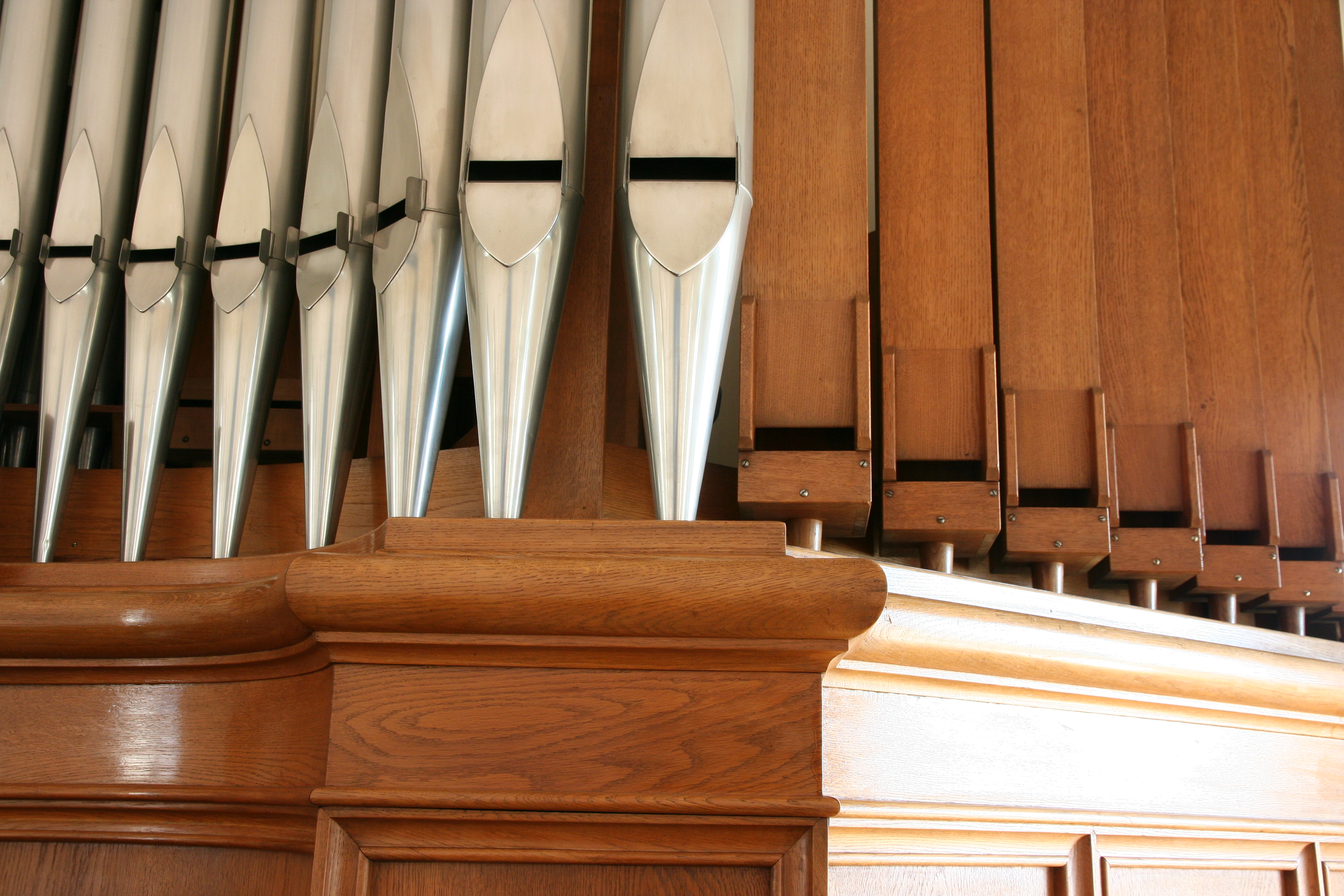
Orgelprospekt, Detailaufnahme

Bereits im Jahr 1901 wurde in der Kirche St. Pirminius eine erste Orgel aufgestellt. Sie stammte aus Lommis. Im Jahr 1964 erhielt die Kirche ihre heutige Orgel, welche von der reformierten Kirche Pfungen übernommen werden konnte. Es handelt sich um ein Instrument der Firma Kuhn, Männedorf, welches in den Jahren 1947/48 für die reformierte Kirche Pfungen erbaut worden war. Im September 1964 wurde das Instrument auf der Empore der Kirche St. Pirminius eingebaut, wobei auch einige Verbesserungen nach P. Stefan Koller, Einsiedeln, vorgenommen wurden (weichere Mechanik, Auswechseln von zwei Registern). Weitere Revisionen durch Kuhn fanden 1978, 1996 und 2015 statt. Die Orgel verfügt über 16 Register, die sich auf zwei Manuale und ein Pedal verteilen.
| I Hauptwerk C–g3 |       |
| Principal        | 8′    |
| Gemshorn         | 8′    |
| Oktave           | 4′    |
| Rohrflöte        | 4′    |
| Octave           | 2'    |
| Mixtur VI–V      | 1 ⁄3′ |

| II Schwellwerk C–g3 |       |
| Gedackt             | 8′    |
| Principal           | 4′    |
| Blockflöte          | 4′    |
| Nachthorn           | 2′    |
| Larigot             | 1 ⁄3′ |
| Cymbel III–IV       | 1′    |
| Schalmei            | 8′    |

| Pedal C–f1 |     |
| Subbass    | 16′ |
| Flöte      | 8′  |
| Choralbass | 4′  |

- Koppeln: II/I, I/P, II/P (manuell und als Tritte)
- Spielhilfen: zwei Kombinationen (Forte, Tutti), Schweller, Absteller (Mixtur 1′, Cymbel 2′, Schalmei 2′), Handknöpfe für Auslöser (B, F, T)